# Roberto Rojas Tardío
Roberto Rojas Tardío (Rímac, 26 ottobre 1955 – Chorrillos, 27 settembre 1991) è stato un calciatore peruviano, di ruolo terzino.

## Carriera

### Club
Ha giocato nella prima divisione peruviana.

### Nazionale
Con la nazionale peruviana ha preso parte ai Mondiali 1978 ed alla Coppa America del 1983.

## Palmarès

### Club

#### Competizioni nazionali
- Campionato peruviano: 2

Alianza Lima: 1977, 1978